# Torneo de las Cinco Naciones 1984
El Torneo de las Cinco Naciones de 1984 fue la 90° edición del principal Torneo del hemisferio norte de rugby.
El campeón del torneo fue la selección de Escocia.

## Clasificación
| Lugar | Selección  | Partidos | Partidos | Partidos  | Partidos | Puntos  | Puntos    | Puntos | Tabla de puntos |
| Lugar | Selección  | Jugados  | Ganados  | Empatados | Perdidos | A favor | En contra | dif.   | Tabla de puntos |
| ----- | ---------- | -------- | -------- | --------- | -------- | ------- | --------- | ------ | --------------- |
| 1     | Escocia    | 4        | 4        | 0         | 0        | 86      | 36        | +50    | 8               |
| 2     | Francia    | 4        | 3        | 0         | 1        | 90      | 67        | +23    | 6               |
| 3     | Gales      | 4        | 2        | 0         | 2        | 67      | 60        | +7     | 4               |
| 4     | Inglaterra | 4        | 1        | 0         | 3        | 51      | 83        | −32    | 2               |
| 5     | Irlanda    | 4        | 0        | 0         | 4        | 39      | 87        | −48    | 0               |

## Resultados
| 21 de enero | Francia | 25 - 12 | Irlanda | Parc des Princes, París |  |

| 21 de enero | Gales | 9 - 15 | Escocia | Cardiff Arms Park, Cardiff |  |

| 4 de febrero | Escocia | 18 - 6 | Inglaterra | Estadio Murrayfield, Edimburgo |  |

| 4 de febrero | Irlanda | 9 - 18 | Gales | Lansdowne Road, Dublín |  |

| 18 de febrero | Gales | 16 - 21 | Francia | Cardiff Arms Park, Cardiff |  |

| 18 de febrero | Inglaterra | 12 - 9 | Irlanda | Twickenham Stadium, Londres |  |

| 3 de marzo | Irlanda | 9 - 32 | Escocia | Lansdowne Road, Dublín |  |

| 3 de marzo | Francia | 32 - 18 | Inglaterra | Parc des Princes, París |  |

| 17 de marzo | Inglaterra | 15 - 24 | Gales | Twickenham Stadium, Londres |  |

| 17 de marzo | Escocia | 21 - 12 | Francia | Estadio Murrayfield, Edimburgo |  |

## Premios especiales
- Grand Slam:  Escocia
- Triple Corona:  Escocia
- Copa Calcuta:  Escocia